# Store Steindalsnosi
De Store Steindalsnosi is een berg behorende bij de gemeente Luster in de provincie Sogn og Fjordane in Noorwegen. De berg, gelegen in Nationaal park Jotunheimen, heeft een hoogte van 2025 meter. Vlakbij ligt de Vestre Steindalsnosi.
De Store Steindalsnosi is onderdeel van het gebergte Jotunheimen.